# 陳淵 (明朝)
陳淵（1473年—？），字德深，直隸涿鹿左衛人，官籍，明朝政治人物。

## 生平
弘治十四年（1501年）辛酉科順天府鄉試第三十一名舉人。弘治十八年（1505年）中式乙丑科會試第一百四名，三甲第一百八十七名進士。正德二年（1506年）任直隸嘉定县知县。

## 家族
曾祖陳肅，昭勇將軍指揮使；祖父陳玉，昭勇將軍指揮使；父陳廣，母厥氏。具庆下。兄陳灏，昭勇將軍、涿鹿左衛指挥使。